# 塩浜工業
株式会社塩浜工業（しおはまこうぎょう、Shiohama Industry Corporation ）は福井県敦賀市に本社を置く建設会社である。

## 概要
塩浜工業は、本社（敦賀市）を起点に東京、大阪、名古屋、京都、東北など日本国内の広範囲を対象に建築業、土木業を営み、総合建設業としての業務と、それに付帯関連する多様な業務を行なっている。
建築・土木の元請分野以外にもサブコンとしての専門工事（鋼構造）業も基幹事業として営んでおり、東京・大阪・東北地方を中心に展開している。首都圏を中心とした大規模開発に伴う鋼構造物施工では東京スカイツリー等大規模工事に参画し、スカイツリー塔全体の歩廊を手がけている。

## 沿革
- 1955年（昭和30年）5月 - 建設業塩浜組として創業。
- 1971年（昭和46年）- 有限会社塩浜工業として創立。
- 1976年（昭和51年）- 株式会社化に伴い、商号を株式会社塩浜工業に変更。
- 1984年（昭和59年）- 東京営業所・美浜工場を開設する。同年、大臣登録許可。
- 1991年（平成3年）- 東京支店・大阪支店開設。
- 1992年（平成4年）- 本社社屋耐震ビル完成。
- 1995年（平成7年）- 名古屋営業所（現・名古屋支店）開設。
- 2000年（平成12年）- ISO9001認証登録。
- 2002年（平成14年）- ISO14001認証登録。
- 2004年（平成16年）- 仙台市に東北営業所（現・東北支店）開設。
- 2005年（平成17年）- 本社社屋免震増築ビル完成。
- 2014年（平成25年）- 東京支店を東京支社へ拡大。
- 2015年（平成26年）
  - 港区芝大門に東京本部開設（建築事業本部、土木事業本部）。
  - 港区芝へ東京支社を移動（特殊構造事業本部）。
- 2016年（平成28年）- ふくい女性活躍推進企業プラス+に登録。

## 許可／登録／認証類
- 建設業許可　特定建設業許可　国土交通大臣（特28）第11060号
- 一級建築士事務所登録（本社：福井県知事登録第い-561号、東京：東京都知事登録第44630号、大阪：大阪府知事登録(イ)第23012号、名古屋：愛知県知事登録（い-19）第11479号
- 国際品質保証規格 ISO9001：2008 認証番号 CI/1554
- 国際環境保証規格 ISO14001: 2004 認証番号 CI/1067E